# Kunstleria forbesii
Kunstleria forbesii är en ärtväxtart som beskrevs av David Prain. Kunstleria forbesii ingår i släktet Kunstleria och familjen ärtväxter. Inga underarter finns listade i Catalogue of Life.